# Réserve naturelle de l'archipel de Kråkerøy
La réserve naturelle de l'archipel de Kråkerøy  est une réserve naturelle norvégienne qui est située dans la municipalité de Fredrikstad dans le comté d'Østfold, au sud-ouest de Kråkerøy.

## Description
La réserve naturelle se compose de 22 petites îles, îlots et récifs, Randholmen constituant la plus grande superficie terrestre et 65% se trouve en zone maritime. Les îlots Tveliten, Klavholmen et Store Råholmen recèlent les vestiges d'anciennes carrières de granite. La zone a plusieurs qualités telles que prés salés, marais, marécages, forêts de pins, îlots et détroits dénudés. En général, c'est une zone très riche en oiseaux avec une importante migration de passereaux. Au total, 70 espèces différentes d'oiseaux des zones humides ont été enregistrées avec des éléments d'espèces arctiques en migration, par exemple la bécassine arctique, le vanneau et le huard de la toundra.
« Le but de la protection est de préserver une zone de nature menacée, rare et vulnérable avec différents types de végétation et de vie végétale et animale associée. Certaines parties de la zone ont une importance particulière pour la diversité biologique, et dans certaines parties de la zone, le but est spécifiquement lié à la préservation d'importantes zones humides et d'îlots de nidification pour les oiseaux marins. »